# Bois-Guilbert
Bois-Guilbert is een gemeente in het Franse departement Seine-Maritime (regio Normandië) en telt 192 inwoners (2004). De plaats maakt deel uit van het arrondissement Rouen.

## Geografie
De oppervlakte van Bois-Guilbert bedraagt 8,2 km², de bevolkingsdichtheid is 23,4 inwoners per km².
De onderstaande kaart toont de ligging van Bois-Guilbert met de belangrijkste infrastructuur en aangrenzende gemeenten.

## Demografie
Onderstaande figuur toont het verloop van het inwonertal (bron: INSEE-tellingen).